# Crittenden County, Arkansas
Crittenden County är ett administrativt område i delstaten Arkansas, USA. År 2000 hade countyt 50 886 invånare. Den administrativa huvudorten (county seat) är Marion.  

## Geografi
Enligt United States Census Bureau har countyt en total area på 1 650 km². 1 580 km² av den arean är land och 70 km² är vatten.

### Angränsande countyn
- Mississippi County - nordöst
- Tipton County, Tennessee & Shelby County, Tennessee - öst
- DeSoto County, Mississippi - sydöst
- Tunica County - syd
- Lee County - sydväst
- St. Francis County & Cross County - väst
- Poinsett County - nordväst